# Daniel Weyman

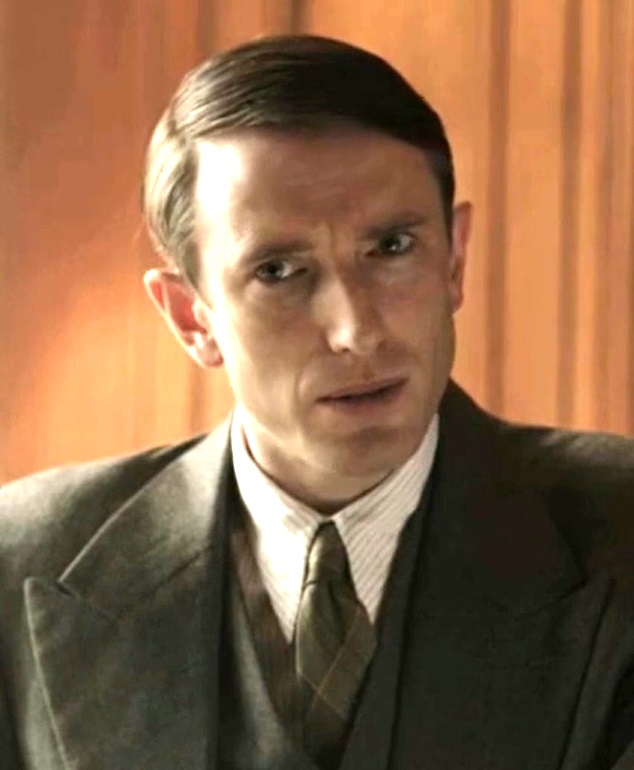
Weyman in Foyle’s War (2013)

Daniel Max Weyman (* 13. Oktober 1977 in Newcastle upon Tyne, Tyne and Wear) ist ein britischer Schauspieler.

## Biografie
Daniel Weyman ist seit vielen Jahren als Theaterdarsteller aktiv. So wurde er 2006 für die Hauptrolle des im Chichester Festival Theatre aufgeführten Stücks The Life and Adventures of Nicholas Nickleby (nach einem Script von David Edgar) gecastet. Es folgten seither fortlaufend weitere Engagements auf diversen Theaterbühnen des Vereinigten Königreiches; so trat Weyman unter anderem in dem im Sheffielder Crucible Theatre aufgeführten Shakespeare-Stück Wie es euch gefällt (welches von Samuel West inszeniert wurde) in der Rolle des Jacques auf.
Neben der Arbeit auf der Theaterbühne ist Weyman auch als Fernseh- und Filmdarsteller aktiv. 2003 hatte er einen ersten Auftritt vor der Kamera in einer Folge der Fernsehserie Hautnah – Die Methode Hill. Es folgten im Laufe der Jahre weitere Casts in vereinzelten Folgen von namhaften Serien wie Inspector Barnaby, Doctors und Agatha Christie’s Poirot. 2010 wurde er für den Film Just Inès in der männlichen Hauptrolle besetzt. Von 2017 bis 2020 verkörperte Weyman eine wiederkehrende Rolle in Gerichtsmediziner Dr. Leo Dalton. Weitere Bekanntheit erlangte er zudem 2022 durch die Darstellung des geheimnisvollen Fremden, einem der fünf Istari, in der Fantasyserie Der Herr der Ringe: Die Ringe der Macht, der sich in der zweiten Staffel als Gandalf erwies.

## Filmografie (Auswahl)
- 2003: Hautnah – Die Methode Hill (Wire in the Blood, Fernsehserie, 1 Folge)
- 2004: Inspector Barnaby (Midsomer Murders, Fernsehserie, 1 Folge)
- 2004: Millions
- 2004: Dunkirk (Fernsehserie, 3 Folgen)
- 2005: Colditz – Flucht in die Freiheit (Fernsehserie, 1 Folge)
- 2005: The Slavery Business (Fernsehserie, 1 Folge)
- 2005: Vagabond Shoes (Kurzfilm)
- 2009: Doctors (Fernsehserie, 1 Folge)
- 2010: Holby City (Fernsehserie, 1 Folge)
- 2010: Van Gogh: Painted with Words (Fernsehfilm)
- 2010: Just Inès
- 2011: Comply (Kurzfilm)
- 2012: ¡Hasta La Vista, Sister!
- 2012: Große Erwartungen (Great Expectations)
- 2012: Agatha Christie’s Poirot (Fernsehserie, 1 Folge)
- 2013–2015: Foyle’s War (Fernsehserie, 6 Folgen)
- 2016: Art in Heaven (Kurzfilm)
- 2016–2018: Tommies (Fernsehserie, 5 Folgen) – Synchronrolle
- 2017–2020: Gerichtsmediziner Dr. Leo Dalton (Silent Witnes, Fernsehserie, 12 Folgen)
- 2018: The Happy Prince
- 2018: Vera – Ein ganz spezieller Fall (Vera, Fernsehserie, 1 Folge)
- 2018: A Very English Scandal (Fernsehserie, 1 Folge)
- 2018: Where Hands Touch
- 2019: Gentleman Jack (Fernsehserie, 2 Folgen)
- 2019: Treadstone (Fernsehserie, 1 Folge)
- 2020: Assassin’s Creed: Gold (Podcast-Serie) – Synchronrolle
- 2020: The Sandman (Podcast-Serie, 20 Folgen) – Synchronrolle
- 2021: The North Water (Fernsehserie, 1 Folge)
- seit 2022: Der Herr der Ringe: Die Ringe der Macht (The Lord of the Rings: The Rings of Power Fernsehserie)